# Albertshof (Hohenfels)
Albertshof ist ein Gemeindeteil des Marktes Hohenfels im Landkreis Neumarkt in der Oberpfalz. 

## Geschichte
Der Weiler (heute als „Lager“ bezeichnet) bestand in den 1930er Jahren aus zwei Höfen, die 1938 für den Bau eines Truppenübungsplatzes aufgegeben werden mussten. Der Ort gehörte seinerzeit zur politischen Gemeinde Großbissendorf im Landkreis Parsberg. Die katholische Kirche St. Laurentius von Albertshof war eine Filialkirche von Hohenfels.
Die Gemeinde Großbissendorf wurde am 1. Mai 1978 in den Markt Hohenfels eingegliedert.
Heute befindet sich in Albertshof der Hauptstützpunkt der US-Armee mit Wohngebäuden, Fahrzeug- und Lagerhallen für militärisches Gerät.